# Eucalyptus rummeryi
Eucalyptus rummeryi är en myrtenväxtart som beskrevs av Joseph Henry Maiden. Eucalyptus rummeryi ingår i släktet Eucalyptus och familjen myrtenväxter. Inga underarter finns listade i Catalogue of Life.